# Rachelle Shannon
Rachelle Ranae „Shelley“ Shannon (* 1956) ist eine militante Aktivistin der christlich-fundamentalistischen Anti-Abtreibungsbewegung aus Grants Pass, Oregon. Sie versuchte am 19. August 1993 den Abtreibungsarzt George Tiller zu ermorden und schoss ihm vor seiner Abtreibungsklinik in Wichita (Kansas) in beide Arme.
Sie saß eine Haftstrafe im Bundesgefängnis FCI Waseca in Minnesota ab und wurde 2018 aus dem Gefängnis entlassen.

## Versuchter Mord an George Tiller
Am 19. August 1993 schoss Shannon George Tiller in beide Arme.
Motiv für diese Tat war ihr Engagement in der radikalen christlichen Anti-Abtreibungsbewegung. Zum Zeitpunkt der Tat war Shelley bereits fünf Jahre in dieser Bewegung tätig und entsprechend beeinflusst worden.  Sie hatte Schriften verfasst, in denen sie sich mit Michael F. Griffin, dem Mörder des Abtreibungsarztes David Gunn, solidarisch erklärte. Griffin sei „the awesomest, greatest hero of our time“ (dt.: „der wunderbarste, größte Held unserer Zeit“). Tillers Klinik in Wichita war häufig Demonstrationsort von Abtreibungsgegnern und -befürwortern gewesen. Shannon hatte sich unter die Abtreibungsbefürworter gemischt und Tiller mit einer halbautomatischen Pistole angeschossen. Tiller wurde 16 Jahre später von Scott Roeder ermordet.

## Verhandlung und Urteil
Shannon sagte aus, der Versuch Tiller umzubringen sei nicht moralisch verwerflich gewesen.
Die Jury beriet sich eine Stunde. Shannon wurde des versuchten Mordes für schuldig befunden. Sie wurde zu einer Haftstrafe von elf Jahren verurteilt.
Während sie im Gefängnis von Lansing, Kansas, einsaß, unterzeichnete sie eine Erklärung der Terrorgruppe Army of God, die sich mit dem Mörder Paul Jennings Hill solidarisch erklärte. Hill hatte 1994 den Abtreibungsarzt John Britton und dessen Leibwächter James Barrett ermordet. Am 4. Juni 1995 bekannte sie sich schuldig, an mehreren Abtreibungskliniken in den Staaten Oregon, Kalifornien, Idaho und Nevada Feuer gelegt zu haben.
Sie wurde vor einem Bundesgericht in dreißig Fällen für schuldig erklärt, darunter wegen Brandstiftung und Steuervergehen.
Am 9. September 1995 wurde sie vom Richter James A. Redden zu zwanzig Jahren Haft verurteilt. Der Richter nannte sie eine Terroristin. Die zwanzig Jahre wurden zu den elf Jahren wegen des versuchten Mordes an Tiller hinzugezählt.
Ihre Tochter Angela Shannon (wahrscheinlich 1974 geboren) wurde strafrechtlich verfolgt, weil sie 1993 Todesdrohungen an den Abtreibungsarzt George Woodward aus Milwaukee geschickt hatte.
Rachelle Shannon versuchte, die Verantwortung für die Drohbriefe zu übernehmen, Angela wurde jedoch aufgrund ihrer Fingerabdrücke überführt und zu 46 Monaten Haft verurteilt.
1998 klagte Shelley Shannon gegen das Kansas-Gefängnis hinsichtlich des Abwassersystems. Dieses sei defekt und würde die gesundheitlichen Bedingungen der Insassen gefährden.
Die Klage wurde in mehreren Instanzen abgewiesen.